# ب‌ام‌و ۸۰۲
ب‌ام‌و ۸۰۲ (به انگلیسی: BMW 802) یک موتور هواگرد ساختِ کارخانهٔ ب‌ام‌و در کشور آلمان است.